# 杰夫·阿德里恩
杰夫·阿德里恩（英語：Jeff Adrien，1986年2月10日—），美国NBA联盟职业篮球运动员。